# OpenKODE
OpenKODE es un conjunto de APIs nativos para los juegos en dispositivos de mano y las aplicaciones de medios que proporcionan una capa de abstracción entre plataformas para otras tecnologías de medios tales como OpenGL ES, OpenVG, OpenMAX AL y OpenSL ES. Además de ser una especificación paraguas de los otros API, OpenKODE también contiene un API propio, OpenKODE Core. El OpenKODE Core define funciones semejantes a POSIX para tener acceso a recursos del sistema operativo tales como el acceso a archivos.
OpenKODE es manejado por el Grupo Khronos, un consorcio de tecnología sin ánimo de lucro.